# Thomas Mühlhoff
Thomas Mühlhoff (* 1984 in Remscheid) ist ein deutscher Musiker, Produzent, Unternehmer und Autor. Bekannt wurde er durch seine unternehmerischen Aktivitäten als Gründer des Labels Hey!blau Records und Entwickler des digitalen und physischen Musikvertriebs Plattenfirma-to-go.

## Wirken
2009 gründete Mühlhoff mit Jonas Holland-Moritz das Musiklabel Hey!blau Records, das sich auf Jazz, Pop und Weltmusik spezialisiert. Neben dem Label entwickelte er mit Plattenfirma-to-go einen digitalen und physischen Musikvertrieb, der als Vertriebsdienstleister unabhängigen Künstlern den Zugang zum Markt erleichtern möchte.
Als Autor veröffentlichte Mühlhoff 2011 das Buch Jetzt erst recht! Labelgründung 2.0 und trat als Speaker bei Veranstaltungen wie der c/o pop Convention oder dem New Talent Day von popNRW auf. Im Interview mit Magnetic Magazin betonte er seine Vision, Musik erlebbar zu machen – über Streaming hinaus, etwa durch hochwertige Vinyl-Editionen und interaktive visuelle Konzepte.
Gemeinsam mit der Sängerin Jenny Thiele legte Mühlhoff 2008 das Album Im Zoo vor, mit dem sie auch auf Tour gingen. Unter dem Namen Sutopia erschien 2011 das Album Who I Am mit der Sängerin Susanne Dobrusskin.
Seit 2022 ist Mühlhoff unter dem Namen millhope tätig mit Musik zwischen Electronica, Chillwave und Post-Rock. Das Debütalbum Truth and Dare erschien 2024 auf Hey!blau Records und wurde in Magnetic Magazine besprochen, Einzeltitel auch bei Tonspion, und Faze Magazin. Es enthält Kollaborationen mit Lusine und Rafael Anton Irisarri.

## Veröffentlichungen (Auswahl)
- Tom und Jenny: Im Zoo (2009, Hey!blau Records)
- Sutopia: Who I Am (2011, Hey!blau Records)
- Geysir: Geysir (2011)
- Tom und Jenny: Chamäleon (2014, Hey!blau Records)
- Geysir: Urworte (2017 Geysir Records)
- Millhope: Truth and Dare (2024, Hey!blau Records)